# OR1L4
OR1L4 (англ. Olfactory receptor family 1 subfamily L member 4) – білок, який кодується однойменним геном, розташованим у людей на короткому плечі 9-ї хромосоми. Довжина поліпептидного ланцюга білка становить 311 амінокислот, а молекулярна маса — 35 277.
| 10         |  | 20         |  | 30         |  | 40         |  | 50         |
| ---------- |  | ---------- |  | ---------- |  | ---------- |  | ---------- |
| METKNYSSST |  | SGFILLGLSS |  | NPKLQKPLFA |  | IFLIMYLLTA |  | VGNVLIILAI |
| YSDPRLHTPM |  | YFFLSNLSFM |  | DICFTTVIVP |  | KMLVNFLSET |  | KIISYVGCLI |
| QMYFFMAFGN |  | TDSYLLASMA |  | IDRLVAICNP |  | LHYDVVMKPW |  | HCLLMLLGSC |
| SISHLHSLFR |  | VLLMSRLSFC |  | ASHIIKHFFC |  | DTQPVLKLSC |  | SDTSSSQMVV |
| MTETLAVIVT |  | PFLCTIFSYL |  | QIIVTVLRIP |  | SAAGKWKAFS |  | TCGSHLTVVV |
| LFYGSVIYVY |  | FRPLSMYSVM |  | KGRVATVMYT |  | VVTPMLNPFI |  | YSLRNKDMKR |
| GLKKLRHRIY |  | S          |  |            |  |            |  |            |

A: Аланін

C: Цистеїн

D: Аспарагінова кислота

E: Глутамінова кислота

F: Фенілаланін

G: Гліцин

H: Гістидин

I: Ізолейцин

K: Лізин

L: Лейцин

M: Метіонін

N: Аспарагін

P: Пролін

Q: Глутамін

R: Аргінін

S: Серин

T: Треонін

V: Валін

W: Триптофан

Кодований геном білок за функціями належить до рецепторів, g-білокспряжених рецепторів, білків внутрішньоклітинного сигналінгу. 
Локалізований у клітинній мембрані.